# پیتر دووس
پیتر دووس (انگلیسی: Pieter Devos؛ زادهٔ ۸ فوریهٔ ۱۹۸۶) سوارکار پرش اهل بلژیک است.